# 北斗の拳バトルメダル
北斗の拳バトルメダルとは、2013年12月より稼働を開始したセガのメダルゲームである。
ジャンルは大型マスメダルプッシャー機に属する。

## 概要
武論尊、原哲夫による漫画作品「北斗の拳」を題材にしたプッシャー機。筐体中央に巨大なラオウ像が存在する。サテライト数は6で、同時に二人でプレイすることも可能。
液晶画面の手前に釘が配置されており、これと鉄球を用いた「自分で狙う」盤面物理抽選を搭載している点が大きな特徴である。その他にもメダルを射出してプッシャーテーブル上に投入するコントローラーや獲得方法が全く異なる2種類のジャックポットなど、他のメダルゲームではあまり見られない独自のシステムが数多く取り入れられている。
演出の多くは「北斗の拳　剛掌」および「北斗の拳　百裂」から流用されており、パチスロシリーズではお馴染みの「北斗の拳」ロゴや死兆星の役物などを模した演出も展開される。予告やリーチ演出は、冗長であったり徒に派手であったりするものに関してはメダルゲームでの展開に合わせ省略もしくは簡略化されている。
部品調達難に伴い、2022年2月28日を以って修理サポートが終了する予定。

## 遊び方
本機はクレジット制のプッシャーメダル機であり、サテライト側方の投入口からメダルを投入することでクレジットが加算される。Aimeカードに対応している店舗ではメダルバンクとの連動により、バンクから直接クレジットを入れることも可能である。また100円硬貨にも対応しており、投入することで既定数のクレジットを加算することができる。
各サテライトには2台のコントローラーが設置されており、握るようにして持つ。左右にある程度メダルシューターの向きを変えることができるようになっており、コントローラー側面のボタンを押すとメダルを1枚ずつ単射、コントローラーを手前に引くと連射することができる。射出したメダルの枚数分クレジットが消費される。プッシャーテーブル上段の手前側に6つのチャッカ―があり、ここにメダルを通すことでスロットが回転する(チャッカ―を通過したメダルは回収される)。スロットの保留数は最大8個で、保留が8個の時にチャッカ―にメダルを通すと保留の上書き抽選が行われる(後述)。プッシャーテーブル下段の手前にある奈落にメダルを落とすとその枚数分クレジットが加算される仕組み。スロットの図柄を3つ揃えるなどすると配当を獲得できる。
　フィールド払い出しは２サテライトごとに共通のメダル払い出し機から払い出される。100枚以上の払い出しの際は、原則としてメダル払い出し機に付属しているカプセルから100枚単位で払い出され、残りの枚数を通常払い出しする。

### サテライト抽選
各サテライトごとに液晶画面のすぐ手前に存在する抽選機で、ボール発射口と多数の釘、および最下段の6つのポケットから構成されている。この装置は激闘バトルボーナスのほか、チャレンジバトルと百裂乱舞リーチで使用される。抽選の際にはボール発射口が左右に動き、プレイヤーが任意のタイミングでボールを発射して当たりのポケットを狙う。キャッチコピーは「己の腕で当たり(勝利)を掴み取れ！」。

### スロットの図柄と配当
カッコ内は図柄のキャラクター。
- 1(レイ)…メダル50枚+ケンシロウレベルUP+いずれかの強敵ステップ獲得。
- 2(ユダ)…メダル50枚+ユダステップ獲得。
- 3(ラオウ)…メダル100枚+激闘バトルボーナス獲得。
- 4(ジャギ)…メダル50枚+ジャギステップ獲得。
- 5(トキ)…メダル50枚+ケンシロウレベルUP+いずれかの強敵ステップ獲得。
- 6(サウザー)…メダル50枚+サウザーステップ獲得。
- 7(ケンシロウ)…ジャックポットチャンスTURBO獲得。
- 8(シン)…メダル50枚+シンステップ獲得。
- 玉…リーチが外れた後などに当選することがある。ボールが1つ払い出される。
- メダル…小当たり。真ん中のリールに停止するとメダル10枚。

以下は特殊な配当であり、通常モードのみで当選する。
- ラオウ突発当たり…3図柄でのリーチ時、筐体中央のラオウがプレイヤーの目の前に突然腕を振り下ろしてくることがある。これが発生すると3図柄揃いが確定する。通常の3図柄揃いとは区別されており、これにより突入した激闘バトルボーナスでは特別な恩恵を得ることができる。詳細は激闘バトルボーナスの項で解説。
- 百裂乱舞リーチ…3つのリールに1,5,7図柄が停止（順番は任意）すると百裂乱舞リーチに突入する。突入時にはリールが停止するたびに発光する演出を伴うが、いわゆるガセ演出もあり「156」「357」のように1,5,7以外の図柄や「155」のように重複する図柄を含む場合は発展しない。サテライト抽選を用いて行う物理抽選のリーチであり、プレイヤーは当たり図柄を狙ってボールを発射する。いずれかの図柄でリーチがかかった後、プッシャーテーブル上部に「百裂チャッカ―」が出現。制限時間内にメダルを何枚か通過させると当たり図柄のポケットが増加していく。時間内に全くメダルを通過させることができなくとも、最低1つのポケットは当たり図柄となる。ボールを1球発射し、見事当たり図柄のポケットに入賞すれば当選確定。
- 世紀末タイム…3つのリールに互いに異なる偶数図柄が停止（248など）すると世紀末タイムに突入する。突入時にはリールが停止するたびに暗転する演出を伴うが、いわゆるガセ演出もあり「274」のように偶数以外の図柄や「244」のように重複する図柄を含む場合は発展しない。世紀末タイムは1分間、メダルを1枚落とす、または1枚チャッカ―に通すたびに3～5枚のメダルをダイレクトで獲得できるチャンスタイムである。枚数はランダムではなく、世紀末タイム突入時に3～5倍の倍率が抽選され、3倍なら1枚あたり0.3枚、5倍なら1枚あたり0.5枚で固定。さらに突入時にダイレクトで100枚のメダルを獲得できるうえに世紀末タイム中に図柄が揃った場合、ダイレクトで1000枚のメダルを獲得できる(図柄揃いのボーナスも獲得できる)。1分間が経過する、もしくは図柄が揃った時点で終了となる。場合によってはたった1分間で数千枚ものメダルを獲得することも可能である。

### 百裂チャンス
通常時に3または7図柄がリールに停止すると1つにつき0.5本分の「百裂ゲージ」が溜まる（ただし図柄が揃った場合や、百裂乱舞リーチ発展および擬似連演出で3,7図柄が停止した場合はゲージは増加しない）。百裂ゲージは画面左上に表示されている。この百裂ゲージが最大(10本)になると「百裂チャンス」に突入する。
プッシャーテーブル上段に「百裂チャッカ―」が現れ、左右に動く百裂チャッカーを狙ってメダルを100枚連射するミニゲームであり、百裂チャンス中はクレジットを消費せずメダルを撃つことができる。片方のコントローラーのみ使用可能という制限があり、制限時間は30秒。残りメダル残量の目安は百裂ゲージの残量で示されている。
百裂チャッカ―にメダルを通すと1枚につきスコアが1～9上昇、または保留玉が得られる(上位のものが得られる場合もある)。さらに終了後にボーナスとして追加でスコア+50、またはボール1個が得られる場合がある。最終的に得られたスコアの分だけメダルが払い出される。
リザルト画面ではスコアによりランクによる評価がされる（C,B,A,AA,AAA,S,SS,SSS）。

### 保留の種類
スロットの保留は通常青色であるが、8個保留が貯まった状態でチャッカ―にメダルが入ると上書きされ、それ以外の色の保留に変化することがある。
- 緑…小当たり、ボールまたは百裂ゲージ上昇。スーパーリーチなどに発展することもある。勿論、大当たりする事がある。
- 赤…スーパーリーチ（ケンシロウやレイが強敵と戦うリーチ）などに発展。
- チェリー…ストーリー系リーチ（ラオウが登場するリーチ）などに発展。
- 金…図柄揃い確定。
- レインボー…奇数図柄揃い確定。
- エイリやん…3または7図柄揃い確定。

### 乱世モード
通常モード時に図柄を揃える、またはフィールドからボールを落とすことで突入する回数限定の確変モード。図柄を揃えた場合は8回、ボールを落とした場合は6回からスタートする。大当たり確率は1/8。乱世モード中はリーチがかかると強敵が出現し、「乱世バトル」に発展。液晶上の演出でケンシロウが勝利すれば大当たり。または黒王号が出現し、その背にラオウが乗っていれば大当たりである。図柄が揃った場合は再び8回から継続する。回数以内に図柄が揃わなかった場合は終了して通常モードに移行する。乱世モード中にボールを落とすとストックされ、残り回数が無くなった時にストックを1つ消費して継続することができる。この時の追加回数は4～8回、または99回のいずれか。なお2015年のアップデート以前はボールがストックされずに落としたその場で回数が加算される仕様であり、落とした直後に大当たりすると加算した回数がリセットされてしまっていた。

### 七星チャレンジ
乱世モード中にスロットの保留が8個(最大数)溜まった状態でチャッカ―にメダルを入れると液晶画面左に表示されている「七星ストック」を獲得できることがある。獲得できる七星ストックは最大8個(北斗七星の7つ+死兆星の1つ)で、死兆星のストックまで獲得した後は過剰なチャッカーへの投入は無効となる。乱世モード終了時にストック1つにつきアイテムを1つ入手することができる。色は5種類あり、青<黄<緑<赤<虹色の順で期待度が高い。どの色のストックが獲得できるかはランダムだが、死兆星は必ず虹色となる。
アイテムの種類は以下の通り。
- メダル…ダイレクトでメダルを獲得できる。枚数は10,30,50,100,200,300枚のいずれか。
- 強敵ステップ…いずれかの強敵ステップを1つ得られる。ただし、これによりステップが3つになることはない。
- ケンシロウレベル…ケンシロウレベルが1増加する。レベルがすでに5の時は当選しない。
- チェリー保留…チェリー保留を1つ得られる。1つ目の保留がチェリー保留に変化（保留がない場合はそのまま追加）。このチェリー保留は通常時に消化すると必ず百裂乱舞リーチが発生する。

## チャレンジバトル
チャレンジバトルはサテライト抽選を用いた物理抽選である。ケンシロウと強敵が戦い、ケンシロウが勝利することでジャックポットチャンスを獲得することができる。

### 強敵ステップとケンシロウレベル
チャレンジバトルに挑戦する権利を得るためには「強敵ステップ」を３つ集める必要がある。画面右には4人(サウザー、シン、ユダ、ジャギ）の強敵ステップが表示されており、偶数図柄が揃うと図柄のキャラクターに対応したステップを獲得。強敵ステップを3つ溜めるとその強敵とのチャレンジバトルに挑戦できる。また画面左下にはケンシロウレベルが表示されており、このレベルが高いほどチャレンジバトルでの勝利期待度が上昇する(最大Lv5)。Lv5の場合は強敵の種類、サテライト抽選の結果にかかわらず必ず勝利できる。
1,5図柄が揃った場合ケンシロウレベルが1増加するとともに、強敵ステップを1つ獲得できるが、どの強敵ステップが得られるかはルーレット形式の演出で決定される。まれにこの中にアミバが含まれていることがある。アミバにはステップがなく、アミバが選ばれるとそのままアミバとのチャレンジバトルへ進む。アミバとのチャレンジバトルはサテライト抽選の結果にかかわらず必ず勝利できるようになっているため、実質的なダイレクトJPCといえる。

### チャレンジバトルのルール
サテライト抽選のチャンスは1st, 2ndの2回（ケンシロウレベルが1の時は1stのみの1回）である。

#### 1stチャレンジ(先制攻撃抽選)
ボールを1球落とし、ケンシロウと強敵のどちらが先制するかを抽選する。ポケットは以下の3種。ケンシロウが先制すれば勝利確定。強敵が先制した場合は、ケンシロウレベルが2以上であれば2ndチャレンジに進むことができるが、1の場合は強敵の攻撃をそのまま受けてしまい敗北する。
- 先制ポケット…ケンシロウが描かれた青いポケット。ケンシロウが先制。
- 失敗ポケット…強敵が描かれた赤いポケット。強敵が先制。
- ？ポケット…何も描かれていない灰色のポケット。ここに入賞するとバーンアップ演出(地を這うように視点が移動し、徐々に上を向く演出)が入り、ケンシロウか強敵のいずれかが現れる。現れた方が先制。

初期配置は先制1つ、失敗5つだが、失敗ポケットがいくつか先制ポケットや？ポケットに変化する場合もある。

#### 2ndチャレンジ(攻撃回避抽選)
ケンシロウレベルが2以上で強敵に先制された場合、2ndチャレンジに進む。ボールを1球落とし、強敵の攻撃を回避できるかの抽選を行う。ポケットは以下の2種。攻撃を回避できれば勝利確定。
- 回避ポケット…青いポケット。攻撃の回避に成功する。
- 失敗ポケット…赤いポケット。攻撃の回避に失敗し、強敵の攻撃を受けてしまい敗北。

#### 復活、特殊演出
強敵の攻撃を受けてしまった場合でもケンシロウが攻撃に耐えたり、ユリア、リン、バットが現れてケンシロウが立ち上がり復活する場合がある。復活演出が発生すると勝利確定。その他にも特殊な演出により勝利が確定することがある。
- 逆転先制…1stチャレンジで失敗ポケットに入賞した時、極々まれに逆転演出が発生してケンシロウが先制することがある。
- トキ避け…強敵が攻撃を繰り出してきた際、ケンシロウに重なってトキが出現すると強敵の攻撃を自動的に回避する(2ndチャレンジは発生せず勝利確定)。またケンシロウレベルが1の場合、極まれにトキが出現しなくても攻撃を回避することがある。

勝利が確定するとケンシロウが奥義(無想転生、北斗百裂脚、北斗百裂拳、蹴りのいずれか)を繰り出す。奥義の種類はジャックポットチャンスの抽選に影響し、先に述べたものほど期待度が高くなる(後述)。チャレンジバトルに勝利した場合はケンシロウレベルは1に戻るが、敗北した場合は据え置きとなる。

## ジャックポットチャンス
チャレンジバトルに勝利するとジャックポットチャンスに進む。

### 概要
本作のジャックポットチャンスは12マスのルーレット形式であり、ラオウ像手前にある物理抽選機構を用いて行われる。抽選が開始すると巨大なボールが打ち出され、ラオウ像手前のレールを左右に往復し始める。レール中央の手前にはポケットと( )の形をした回転するバンパーが配置されており、ボールがバンパーの隙間を通過して手前のポケットに落下した時点でルーレットの針が差しているボーナスを獲得できる。
ボーナスの種類は以下の通り。
- 結魂JP…結魂JPを獲得。枚数はプログレッシブ形式であり、全サテライト合わせて25枚メダルが投入されるごとに1枚上昇する。初期値は店舗によって異なるが最低でも1500枚（アップデート以前は初期値の最低枚数は1000枚であった）。獲得するとケンシロウとユリアが結"魂"式を挙げるムービーが流れたのち払い出しが行われる。払い出しはまずメダル払い出し機のカプセルから600枚のメダルを100枚ずつ払い出した後、左右のメダルシューターから残りのメダルが連射され続ける。払い出し中もコントローラーによりメダルの発射角度をプレイヤーが任意に調節することができる。
- 激闘BB…激闘バトルボーナスを獲得。
- 100,150,200,250…その枚数分のメダルが払い出される。

### 奥義アタック
抽選開始前にまず「奥義アタック」が行われる。ルーレットのマスの初期配置は結魂JPが1つ、激闘BBが1つ、200が2つ、150が2つ、100が6つであるが、奥義アタックによりメダルマスの配当が増えたり、メダルマスが激闘BBマスに昇格する。なお結魂JPマスは増加することは無い。
奥義アタックはボタン連打で行う。前半と後半に分かれており、前半がメダルマスの配当増加、後半がメダルマスの激闘BBマスへの昇格である。前半のメダルマスの配当増加は100→150、150→200、200→250のように必ず50枚ずつ増加する。250のマスは前半ではこれ以上昇格しない。後半のメダルマスの激闘BBマスへの昇格はどの枚数のマスであっても一度で激闘BBに昇格する。
チャレンジバトル時にケンシロウが繰り出した奥義によって昇格の期待度が変化する（より多くのマスが昇格する）。なお公式HPによれば、昇格するマスの位置は完全にランダムで決定されている。

### ルーレット昇格
ジャックポットチャンスには時間制限があり、抽選が一定時間決着しないと画面に残り時間バーが出現する。このバーの残りが0になってもなお抽選が決着しないとルーレット昇格が発動し、結魂JP以外のすべてのマスが激闘BBマスに昇格するとともにバンパーの動きが停止、抽選が終了する。

### ジャックポットチャンスTURBO
7図柄揃いでのみ挑戦することができる特別なジャックポットチャンス。通常のものと比べて以下の点が異なる。
- 奥義アタックは存在しない。ただしマスの配置は特殊なものとなり、結魂JPが1つ、激闘BBが7つ、200が1つ、150が1つ、100が2つと非常に激闘BBを獲得しやすい。
- さらに激闘BBを獲得した場合（昇格での獲得も含む）、バトルボーナスが必ず高継続モード（後述）になる。
- ルーレット回転開始からしばらくの間、プレイヤーの任意のタイミングでボールを発射することができる。
- チャレンジバトルを経由しないため、終了後もケンシロウレベルが据え置き。

## 激闘バトルボーナス
スロットで3図柄を揃える、またはジャックポットチャンスで激闘BBマスに入賞すると100枚のメダルが払い出されるとともに激闘バトルボーナスを獲得できる。

### 概要とルール
ケンシロウとラオウが戦い、ケンシロウが倒れるまでメダルを獲得できる継続型のボーナスである。20連荘以上を達成すれば昇天ジャックポットを獲得できる。基本的な流れはチャレンジバトルと同様で、ケンシロウが先制、またはラオウの攻撃を回避することで、メダルを獲得できるとともにバトルボーナスが継続する。

#### 1stチャレンジ(先制攻撃抽選)
ボールを1球落とし、ケンシロウとラオウのどちらが先制するかを抽選する。ポケットは以下の3種。ケンシロウの先制で継続確定。ラオウが先制した場合は2ndチャレンジに進む。
- 攻撃ポケット…ケンシロウが描かれた青いポケット。ケンシロウが先制。
- 失敗ポケット…ラオウが描かれた赤いポケット。ラオウが先制。
- ？ポケット…何も描かれていない灰色のポケット。ここに入賞するとバーンアップ演出が入り、ケンシロウかラオウのいずれかが現れる。現れた方が先制。

#### 2ndチャレンジ(攻撃回避抽選)
ラオウに先制された場合、2ndチャレンジに進む。ボールを1球落とし、ラオウの攻撃を回避できるかの抽選を行う。ポケットは以下の2種。回避ポケットに入賞すれば攻撃を回避でき継続確定。ラオウが繰り出してくる攻撃は4種類（パンチ、北斗百裂拳、北斗剛掌波、天将奔烈）。後に述べたものほど強力な攻撃であり、回避や復活がしにくくなる。
- 回避ポケット…青いポケット。攻撃の回避に成功する。回避ポケットの数はラオウの攻撃によって異なり、パンチが4つ、北斗百裂拳が3つ、北斗剛掌波が2つ、天将奔烈は1つのみ。
- 失敗ポケット…赤いポケット。攻撃の回避に失敗し、ラオウの攻撃を受けてしまう。復活演出が発生しない限りは敗北、バトルボーナスはその時点で終了となる。

#### 3rdチャレンジ(奥義選択抽選)
ケンシロウが先制またはラオウの攻撃を回避、あるいは後述の復活演出により継続が確定した場合3rdチャレンジに進む。ボールを1球落とし、入賞したポケットによりケンシロウが繰り出す奥義を選択。奥義によって獲得できるメダル枚数が異なる。奥義の種類は以下の通り。
- 蹴り…50枚または100枚。公式HPによると100枚はレアパターンである。
- 北斗百裂拳…枚数はランダム（おおよそ100枚前後）であり、ボタンを連打することで獲得枚数を上乗せできる。
- 北斗百裂脚…北斗百裂拳同様に枚数はランダム（おおよそ150～200枚程度）。ボタンを連打することで獲得枚数を上乗せできる。
- 無想転生…200枚または300枚。加えて無想転生ストック（後述）を獲得。出現すること自体が稀である。

3rdチャレンジ終了後に獲得したメダルの払い出しが行われ、次のラウンドが開始する。

### 激闘バトルボーナス中の演出について

#### 復活演出
ラオウの攻撃を受けてしまった場合でもケンシロウが攻撃に耐えたり、ユリア、リン、バットが現れてケンシロウが立ち上がり復活する場合がある。復活演出が発生すると継続確定。

#### 逆転先制
1stチャレンジで失敗ポケットに入賞した時、まれに逆転演出が発生してケンシロウが先制することがある。

#### カットイン
ラウンド開始時のカットインの背景には種類がある。
- 青…通常のカットイン。
- 赤…1stチャレンジでケンシロウの先制率が50%以上(先制ポケットが3つ以上)になる。ただし、この法則に矛盾して先制ポケットが2つ以下になるときがある。その場合はそのラウンドは継続確定（ラオウの攻撃を受けても必ず復活する）。
- キリン柄…そのラウンドは無条件で継続確定。

#### BGM変化
ラウンド開始時にBGMが変化することがある。BGMが変化したラウンドは継続確定。変化の順番は決まっており、「Beginning of the Legend」(通常BGM)→「愛をとりもどせ」→「タフボーイ」→「ピエロ」の順。「ピエロ」以降は変化しない。

#### 無想転生ストック
3rdチャレンジで無想転生ポケットに入賞する、もしくはラオウ突発当たりを経由してバトルボーナスに突入する（この場合は最初から所持している）と入手できるストック。所持していると画面左下に「無想転生」「次回継続確定」と書かれたアイコンが表示される。
無想転生ストックを所持していると、2ndチャレンジで失敗ポケットに入賞した時に自動で消費され、1回だけ回避扱いにしてバトルボーナスを継続することができる。所持できるのは1つまでで、所持している状態で無想転生ポケットに入賞しても2つ以上は同時に所持できない。また注意点として、キリ　ンカットインやBGM変化などにより既に継続が確定しているラウンドであっても、2ndチャレンジで失敗ポケットに入賞すると消費されてしまう。　　　　

### 高継続モード
激闘バトルボーナスには通常モードと高継続モードが存在し、突入時にモードの抽選を行っている。高継続モードでは1stチャレンジでの？ポケット入賞時のケンシロウ先制率およびラオウの攻撃を受けたときの復活率が優遇されている。
3図柄揃いおよび通常のジャックポットチャンス経由の場合は通常モードが選択される可能性が高い一方、ジャックポットチャンスTURBO(7図柄揃い)およびラオウ突発当たり経由では必ず高継続モードが選択される。復活演出の際にユリアが登場した場合、そのバトルボーナスは高継続モードであることを示唆している。

### 昇天JP
バトルボーナスで20連チャンを達成(19ラウンドを突破)すると昇天JP獲得が確定する。昇天JPは結魂JPと同様にプログレッシブ形式であり、全サテライト合わせて200枚メダルが投入されるごとに1枚上昇する。初期値は店舗によって異なるが最低でも2500枚（アップデート以前は初期値の最低枚数は2000枚であった）。払い出し方法は結魂JPと同様である。
20連チャン以降もバトルボーナスは継続することができ、この際は1stチャレンジの配置は特殊なものとなる。
- 継続ポケット…青いポケット。先制ポケット同様にケンシロウが先制し、3rdチャレンジに進む。個数は通常4個で、BGM変化時やキリンカットイン出現時は6個。
- 終了ポケット…赤いポケット。入賞するとバトルボーナスはその時点で終了し、ラオウの昇天ムービーが流れた後昇天JPが払い出される。

なお、無想転生ストックを所持している場合は19ラウンド以前と同様の配置になり、ラオウに先制された場合は2ndチャレンジも発生する。無想転生ストックがなくなると通常の配置に戻るが、再び無想転生ストックを入手すると元の配置に戻る。